# أليكساندر رودريغوس (لاعب كرة يد)
أليكساندر رودريغوس (بالبرتغالية: Alê Rodrigues‏) (12 نوفمبر 1980 في البرازيل - ) هو لاعب كرة يد برازيلي. شارك في الألعاب الأولمبية الصيفية 2008.

## وصلات خارجية
- أليكساندر رودريغوس على موقع أوليمبيديا (الإنجليزية)